# 马尔科内勒
马尔科内勒（法語：Marconnelle，法語發音：[maʁkɔnɛl]）是法国上法蘭西大區加来海峡省的一个市镇，属于蒙特勒伊区。

## 地理
马尔科内勒（50°22'26"N, 2°0'58"E）面积5.55 平方千米，位于法国上法蘭西大區加来海峡省，该省份为法国北部沿海省份，西北濒北海，南至索姆省，东临北部省。
与马尔科内勒接壤的市镇（或旧市镇、城区）包括：吉西、卡佩勒莱塞丹、布安-普吕穆瓦松。

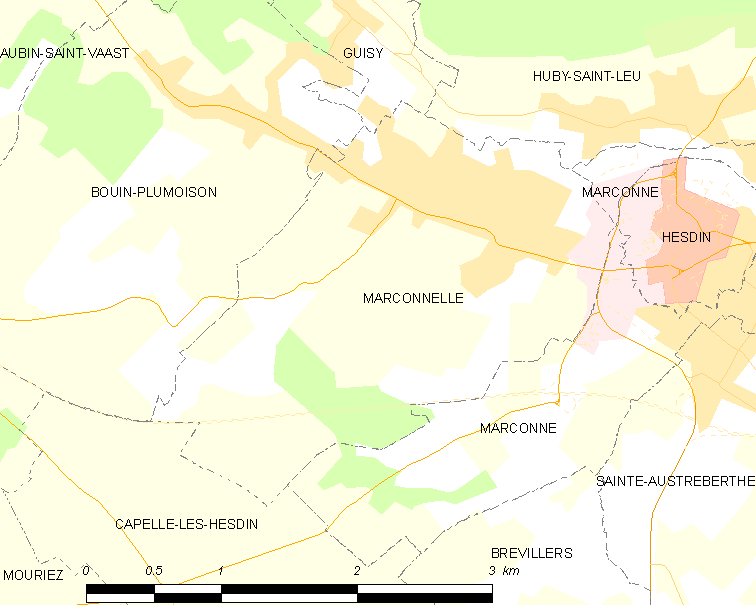
马尔科内勒的OSM定位图

马尔科内勒的时区为UTC+01:00、UTC+02:00（夏令时）。

## 行政
马尔科内勒的邮政编码为62140，INSEE市镇编码为62550。

## 政治
马尔科内勒所属的省级选区为欧克西堡县。

## 人口

1962-2008年间马尔科内勒人口变化图示

马尔科内勒于2022年1月1日时的人口数量为1076人。